# Blank vers
Blank vers is rijmloze poëzie geschreven in de jambische pentameter. Het is waarschijnlijk de meest voorkomende en invloedrijke vorm die Engelse poëzie heeft aangenomen sinds de zestiende eeuw en het werd ook bijzonder populair in Duitsland.

## Italiaanse poëzie
Deze dichtvorm werd geïntroduceerd in de 16e eeuw in Italië samen met andere klassieke versvoeten. Giovanni Rucellai was de eerste die de term Versi sciolti (losse verzen, vertaald als blank vers) gebruikte. Vanaf toen werd deze versvoet bijzonder populair in het Italiaanse renaissancedrama: in de komedies van Ludovico Ariosto, L'Aminta van Torquato Tasso, en Il pastor fido van Battista Guarini.

## Engelse navolging
Christopher Marlowe was de eerste Engelse auteur die ten volle gebruikmaakte van de mogelijkheden van blanke verzen. Zijn talent als dichter maakte het tot de dominante versvorm van het Engelse drama in het tijdperk van Elizabeth I en Jacobus I. Het bekendste werk in blanke verzen is dat van William Shakespeare, die een groot deel van zijn werk in ongerijmde pentameters schreef:
She should have died hereafter;

There would have been a time for such a word.

Tomorrow, and tomorrow, and tomorrow,

Creeps in this petty pace from day to day,

To the last syllable of recorded time;

And all our yesterdays have lighted fools

The way to dusty death. Out, out, brief candle!— William Shakespeare, Macbeth
Een ander hoogtepunt in de Engelse literatuur is Paradise Lost van John Milton. Miltons blanke verzen kregen op grote schaal navolging in de 18e eeuw met dichters als James Thomson (The Seasons) en William Cowper (The Task). Romantische Engelse dichters als William Wordsworth, Percy Bysshe Shelley en John Keats gebruikten eveneens blank vers en nog later in de 19e eeuw zou Alfred Tennyson zich er intensief op toeleggen. Een voorbeeld hiervan is zijn lange, verhalende gedicht The Princess, alsook Ulysses, een van zijn beroemdste gedichten. Onder de 20e-eeuwse Amerikaanse dichters lieten Hart Crane en Wallace Stevens zich opmerken door het gebruik van blanco vers toen hun tijdgenoten al waren overgestapt op vrije verzen.

## Nederlandse literatuur
Onder invloed van het toen geldende classicisme werden in het Nederlandse taalgebied vertalingen van de blanke verzen van Shakespeare op rijm gezet, al zijn er wel experimenten met rijmloze gedichten aan te wijzen van bijvoorbeeld Hooft en Huygens. Eindrijm werd immers gezien als een voorwaarde voor goede poëzie. Pas in de 18e eeuw kwam hierin stilaan verandering. De eerste Nederlandstalige auteur die het rijmloze vers ging beoefenen was Jacobus Bellamy, die echter geen gebruik maakte van de jambische pentameter:
Ai zeg, gij stugge Wijsgeer,

Wat smaalt gij op mijn zangen

En noemt hen laffe dwaasheid?

Ik zing alleen van Liefde,— Jacobus Bellamy, Gezangen mijner jeugd